# RR Lyrae-stjärna
RR Lyraestjärnor är en kategori av pulserande stjärnor tillhörande population II och är alltså relativt gamla stjärnor. Alla RR Lyrae-stjärnor har ungefär samma absoluta magnitud och är därför viktiga standardljus för att bestämma avstånd inom Vintergatan och dess närhet. Värdet på den absoluta magnituden är fortfarande under debatt. Värden på +0,1 till +0,9 har föreslagits. Värdet tros variera med stjärnornas metallicitet på så sätt att stjärnor med låg metallicitet är ljusstarkare. Mest accepterat är ett värde på +0,6±0,2 beroende på metallicitet.
RR Lyrae-stjärnornas period varierar mellan 0,2 och 1,2 dygn med ett medianvärde på 0,5 dygn. Prototypstjärnan RR Lyrae ligger nära medelvärdet.
Stjärntypen förekommer vanligen i klotformade stjärnhopar. Förändringar i perioden är inte ovanliga. Amplituden är upp till 2 magnituder. Spektralklass från A5 till F5.

## Upptäckt och betydelse
När astronomerna vände blicken mot de klotformiga stjärnhoparna vid 1890-talets mitt blev den här typen av variabla stjärnor upptäckt. Speciellt den amerikanske astronomen E. C. Pickering upptäckte ett stort antal och variabeltypen kallades först ”stjärnhopsvariabel”.
Den första stjärnan av RR Lyrae-typ som upptäcktes utanför en stjärnhop var förmodligen U Leporis, som upptäcktes av den nederländske astronomen J. Kapteyn 1890.
Prototypstjärnan RR Lyrae upptäcktes före 1899 av den skotska astronomen Williamina Fleming och rapporterades av Pickering 1900 som "oskiljaktig från stjärnhopsvariablerna".
Mellan 1915 och 1930 kom RR Lyrae-stjärnorna att alltmer accepteras som en egen klass av variabler, skilda från de klassiska cepheidvariablerna men lika värdefulla att använda vid avståndsbedömning i rymden. De skildes ut från cepheiderna på grund av ljusvariationernas påtagligt kortare period, på att de befann sig i helt andra delar av galaxen och hade en annan kemisk sammansättning.  RR Lyrae-variablerna är metallfattiga stjärnor av population II.
RR Lyrae-stjärnorna är svåra att observera i andra galaxer, eftersom de har en låg verklig ljusstyrka. Den tysk-amerikanske astronomen Walter Baade sökte RR Lyrae-stjärnor i vår granngalax, M31 och när han inte kunde hitta några, drog han den felaktiga slutsatsen att Andromedagalaxen måste befinna sig längre bort från Vintergatan än vad man tidigare beräknat och övervägde att ompröva de skattningar som gjorts av våra galaxgrannar utifrån cepheidvariablerna. Det var först med CFHT-teleskopet (Canada-France-Hawaii Telescope) på 1980-talet som astronomerna lyckades hitta RR Lyrae-stjärnor i Andromedagalaxens halo och senare också i dess klotformiga stjärnhopar.

## Undertyper
Variabeltypen indelas i tre undertyper som grundar sig på den klassificering som den amerikanske astronomen Solon Irving Bailey gjorde och som baserar sig på stjärnornas ljuskurvor:
Undertypen RRAB pulserar i sin grundton, har en ljuskurva som stiger snabbt mot maximum och har en högre amplitud än RRC.

Undertypen RRC pulserar i sin första överton, har en sinusformad ljuskurva med en amplitud på max 0,8.

Undertypen RRD pulserar både i sin grundton och första överton.
Ungefär 20-30 % av RRAB och 5 % av RRC-stjärnorna uppvisar den s.k. Blazhko-effekten, där ljuskurvans form och amplitud varierar från en period till nästa.